# Umweltmanagementnorm
Eine Umweltmanagementnorm ist eine allgemeine Anleitung, mit deren Hilfe Organisationen (Unternehmen, Behörden etc.) ein systematisches Umweltmanagement betreiben bzw. ein strukturiertes Umweltmanagementsystem aufbauen können.

## Hintergrund
Basierend auf internationalen Übereinkünften wird von dem Technischen Komitee „Umweltmanagement“ (ISO/TC 207), einem Gremium der Internationalen Organisation für Normung (ISO), der Normungsbedarf im Bereich des Umweltmanagements festgestellt und in Normen umgesetzt.
Mittlerweile wurden eine ganze Reihe von Umweltmanagementnormen, die sogenannten ISO 14000er-Normen, entwickelt. Die ISO 14000er-Normen werden, wie alle anderen ISO-Normen auch, innerhalb von fünf Jahren nach dem Erscheinen einer Überprüfung unterzogen und ggf. aktualisiert.

## Beispiele für Umweltmanagementnormen
- ISO 14001: Umweltmanagementsysteme – Anforderungen mit Anleitung zur Anwendung
  - Sie ist die bekannteste Umweltmanagementnorm und wurde 1996 erstmals und am 15. November 2004 in einer aktualisierten Fassung von der ISO veröffentlicht. Sie ist eine der wenigen Normen dieser Reihe, auf deren Basis eine Zertifizierung durch einen unabhängigen Umweltgutachter möglich ist. Die meisten Normen der 14000er-Familie sind Leitfäden mit empfehlendem Charakter, d. h., sie sollen beim Aufbau und bei der Pflege des Umweltmanagements bzw. des Umweltmanagementsystems Hilfestellung geben, ohne Anforderungen festzuschreiben.
- ISO 14004: Umweltmanagementsysteme – Allgemeiner Leitfaden über Grundsätze, Systeme und Hilfsinstrumente
  - Eine aktualisierte Fassung dieser Norm wurde Ende 2004 von der ISO veröffentlicht.
- ISO 14015: Umweltmanagement – Umweltbewertung von Standorten und Organisationen
- ISO 14020: Umweltkennzeichnungen und -deklarationen – Allgemeine Grundsätze
- ISO 14031: Umweltmanagement – Umweltleistungsbewertung – Leitlinien
- ISO 14040: Umweltmanagement – Ökobilanz – Prinzipien und allgemeine Anforderungen
- ISO 14051: Umweltmanagement – Materialflusskostenrechnung – Allgemeine Rahmenbedingungen
- ISO 14064: Umweltmanagement – Messung, Berichterstattung und Verifizierung von Treibhausgasemissionen

## Einteilung der Umweltmanagementnormen
Die Normen der 14000er Reihe können in zwei Kategorien eingeteilt werden:
- organisationsorientierte Normen
- produktorientierte Normen

Tabelle 1: Beispiele für organisations- und produktorientierte Normen
| Norm          | gilt für/bezieht sich auf            | organisationsorientiert | produktorientiert |
| ------------- | ------------------------------------ | ----------------------- | ----------------- |
| ISO 14001     | Umweltmanagementsystem               | ja                      | nein              |
| ISO 14004     | Umweltmanagementsystem               | ja                      | nein              |
| ISO 14010 (a) | Umweltaudit                          | ja                      | nein              |
| ISO 14020     | Umweltkennzeichnungen/-deklarationen | nein                    | ja                |
| ISO 14031     | Umweltleistungsbewertung             | ja                      | nein              |
| ISO 14040     | Ökobilanz                            | nein                    | ja                |
| ISO 14051     | Materialflusskostenrechnung          | nein                    | ja                |
| ISO 14064 (b) | Umweltmanagementsystem               | ja                      | nein              |

(a) ersetzt durch ISO 19011 (Leitfäden für Audits von Qualitätsmanagement- und/oder Umweltmanagementsystemen)
(b) Diese Norm ist noch im Entwurfsstadium (Stand: Februar 2005). Sie behandelt die Messung, Berichterstattung und Verifizierung von Treibhausgasemissionen.

Da in vielen Organisationen mittlerweile integrierte Managementsysteme, also Managementsysteme die zumindest Umwelt- und Qualitätsanforderungen zusammen abdecken, aufgebaut worden sind, wurden einige Leitfäden der 14000er-Familie durch die ISO 19011 ersetzt.